# Walter Fürst (Bauernführer)

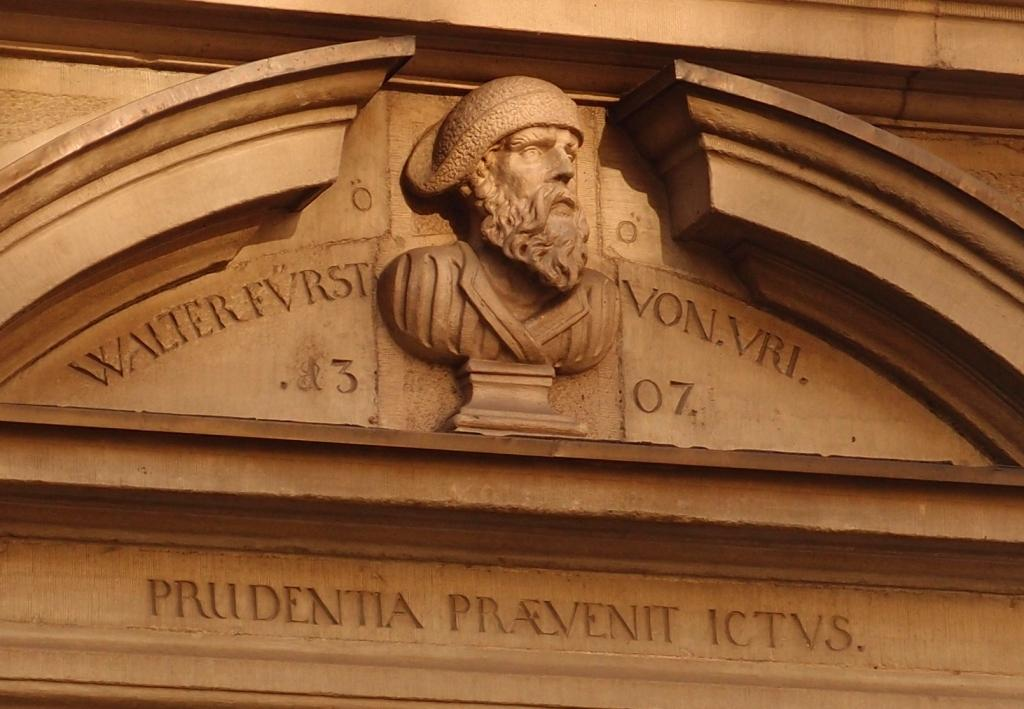
Erinnerung an Walter Fürst an der Fassade des Rathauses in Zürich

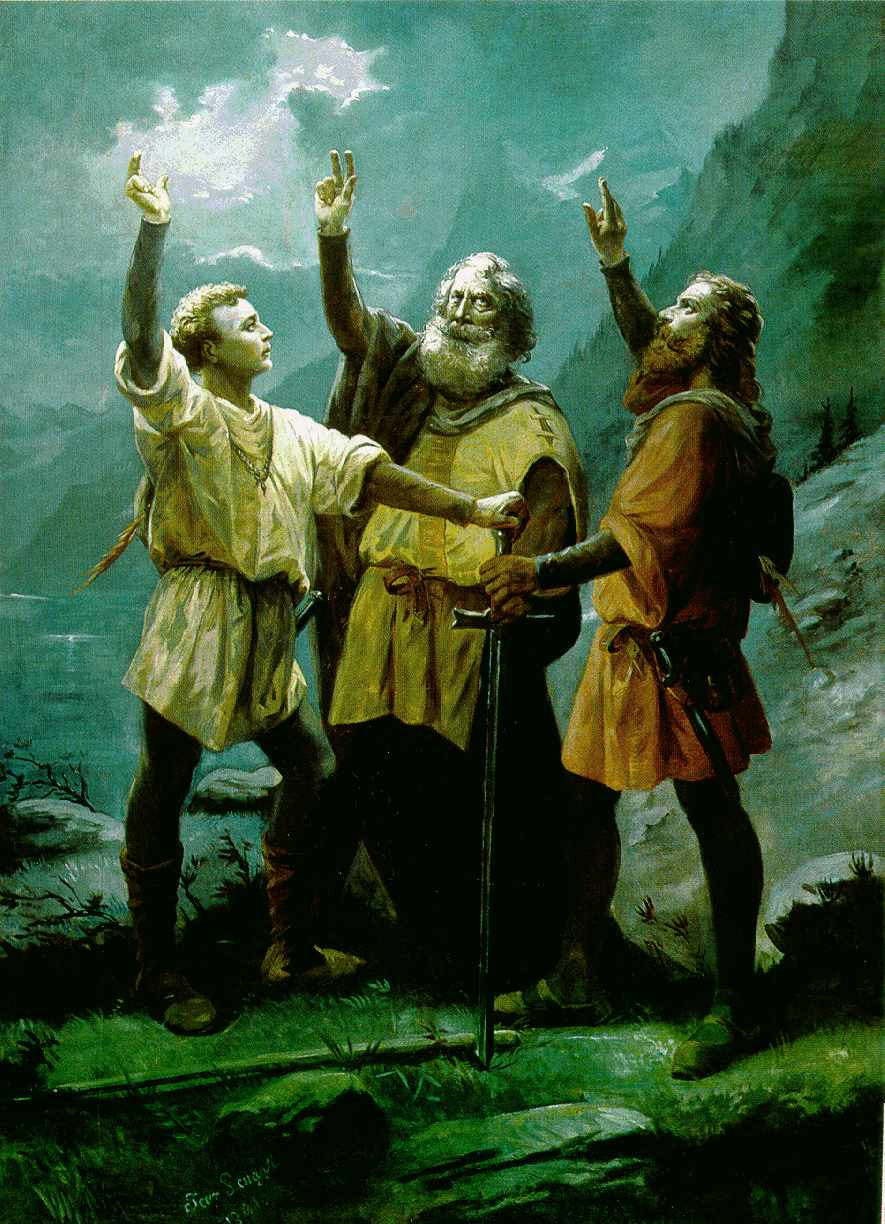
Idealisiertes Bild des Rütlischwurs von Jean Renggli (1891)

Walter Fürst war ein Bauernführer im heutigen Kanton Uri im späten 13. und frühen 14. Jahrhundert. Nach dem Schweizer Nationalmythos war er einer der Drei Eidgenossen.
Spuren eines historisch erwiesenen Fürst sind in Altdorf für die Jahre 1303–1317 nachgewiesen. Als ein Mitstreiter des Landammanns Werner von Attinghausen trat er an Gerichtstagen in Erscheinung, war eine der Geiseln, die 1313 beim Einsiedler Marchenstreit genommen wurden und 1315 einer der Unterhändler, die den Waffenstillstand zwischen Uri und Glarus ausarbeiteten.
Laut dem Weissen Buch von Sarnen von 1470 soll Fürst einer der ursprünglichen drei Eidgenossen gewesen sein. Aegidius Tschudi erhärtete diese These in seinem Chronicon Helveticum und gab ihr damit einen historischen Anstrich. Andere Quellen hingegen, darunter insbesondere die Chronik von Melchior Russ, bestehen auf Wilhelm Tell als drittem Mann neben Arnold von Melchtal und dem Stauffacher.
Walter Fürst tritt als Figur in Schillers Schauspiel Wilhelm Tell auf.